# Echitamidina
Echitamidina es una alcaloide bioactivo aislado de la planta Alstonia boonei, un árbol medicinal de África occidental.